# متوح (مناخة)

تعديل مصدري - تعديل

متوح هي إحدى قرى عزلة متوح بمديرية مناخة التابعة لمحافظة صنعاء، بلغ تعداد سكانها 14 نسمة حسب تعداد اليمن لعام 2004.